# Live at Shea Stadium
Albums de The Clash
Singles Box
(2006)
Live at Shea Stadium est un album live de The Clash sorti en 2008 mais enregistré le 13 octobre 1982 au Shea Stadium de New York ; le groupe assure alors la première partie de la tournée d'adieu des Who.

## Titres
1. Kosmo Vinyl Introduction – 1:10
2. London Calling (Joe Strummer, Mick Jones) – 3:29
3. Police On My Back (Eddy Grant) – 3:28
4. The Guns of Brixton (Paul Simonon) – 4:07
5. Tommy Gun (Joe Strummer, Mick Jones) – 3:19
6. The Magnificent Seven (The Clash) – 2:33
7. Armagideon Time (Willi Williams, Jackie Mittoo) – 2:55
8. The Magnificent Seven (Return) (The Clash) – 2:23
9. Rock the Casbah (The Clash) – 3:21
10. Train in Vain (Joe Strummer, Mick Jones) – 3:45
11. Career Opportunities (Joe Strummer, Mick Jones) – 2:05
12. Spanish Bombs (Joe Strummer, Mick Jones) – 3:18
13. Clampdown (Joe Strummer, Mick Jones) – 4:26
14. English Civil War (trad. arranged by Joe Strummer, Mick Jones) – 2:39
15. Should I Stay or Should I Go (The Clash) – 2:44
16. I Fought the Law (Sonny Curtis) – 3:22

## Musiciens
- Mick Jones - guitare, chant
- Paul Simonon - basse, voix
- Joe Strummer - guitare rythmique, voix
- Terry Chimes - batterie